# Ottomar Gassenmeyer
Ottomar Gassenmeyer (* 13. Januar 1930 in Offenbach am Main; † 3. Februar 2012 ebenda) war ein deutscher Steinmetz und Bildhauer.

## Leben
Gassenmeyer machte von 1946 bis 1949 eine Bildhauerlehre in Steinheim bei Hanau, auf die eine künstlerische Weiterbildung an der Abendschule der Offenbacher Werkkunstschule und an der Hanauer Zeichenschule folgte. Von 1956 bis 1962 studierte er an der Hochschule für Bildende Künste (Städelschule Frankfurt) bei Hans Mettel. Der Meisterschüler erhielt 1958 ein Stipendium der Studienstiftung des deutschen Volkes, 1961 den Martin B. Leisser Preis und 1964 ein Stipendium der Villa Massimo in Rom. 1962 bis 1963 ermöglichte der Deutsche Akademische Austauschdienst ihm einen Studienaufenthalt in Sizilien, wo sein Umgang mit Terrakotta begann. Gassenmeyer war seit 1965 als freischaffender Bildhauer tätig.
Im Mai 1969 gewann er den Wettbewerb um eine Brunnenanlage im Zentrum Offenbachs, die 1971 eingeweiht und später am Marktplatz aufgestellt wurde. Werke von Gassenmeyer befinden sich unter anderem in der Deutsche Bank Collection. Parallel zu seiner plastischen Tätigkeit entstand ein umfangreiches Werk von Zeichnungen, die an Alberto Giacomettis Zeichnungen erinnern.

## Werke (Auswahl)

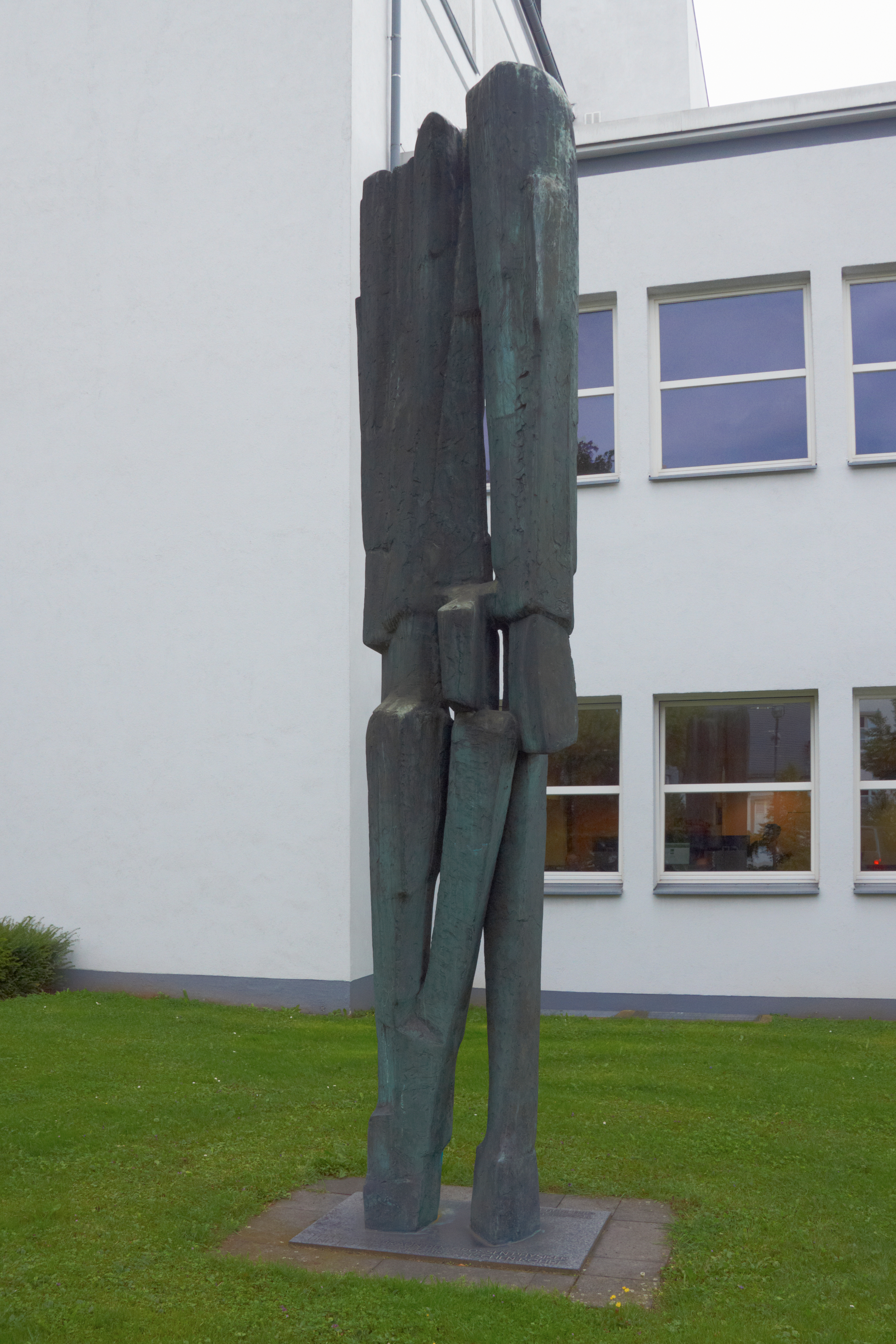
Ferdinand-Braun-Denkmal, Fulda

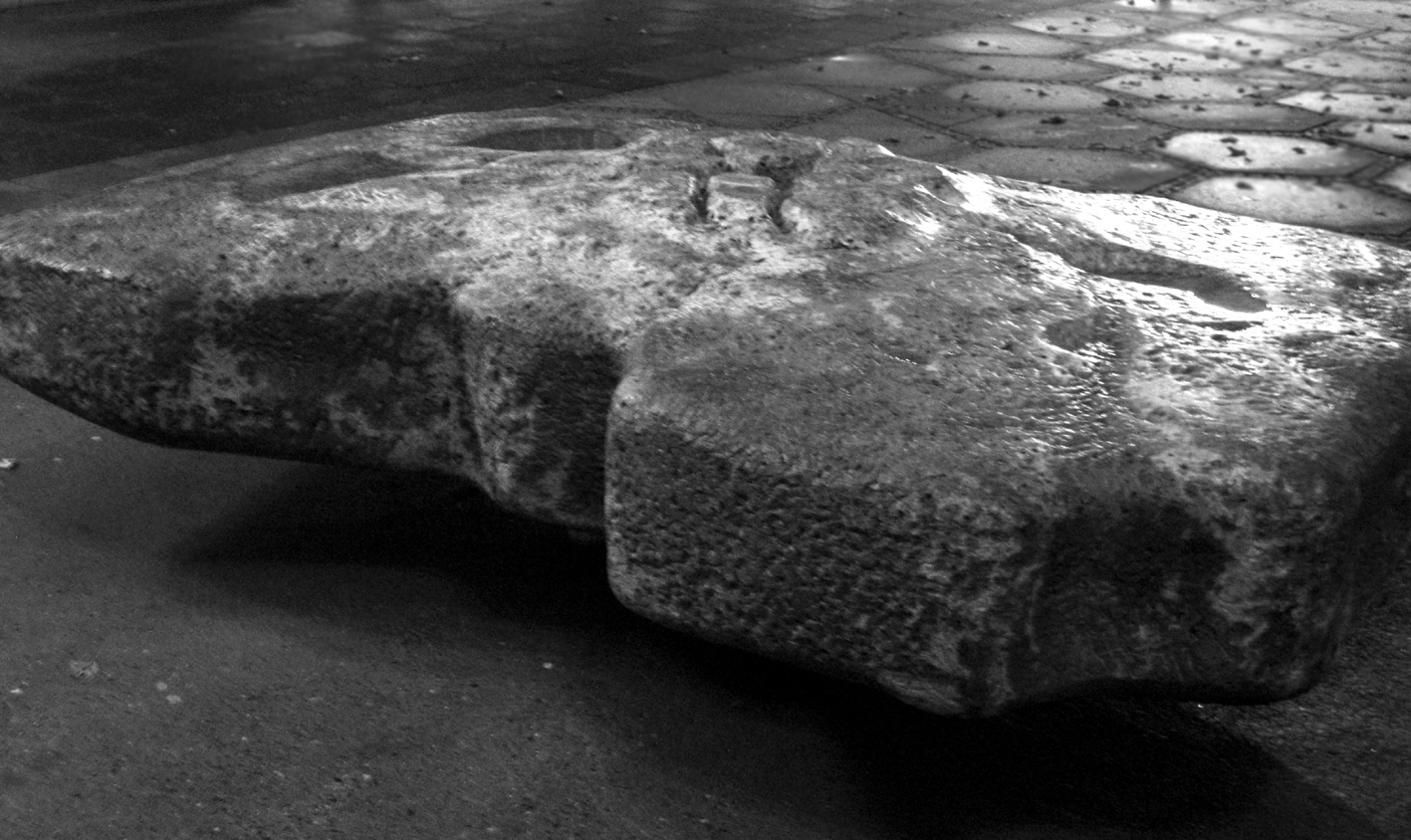
Brunnenanlage, Offenbach

- 1966–67: Entwurf und Herstellung einer Brunnenanlage in Offenbach-Tempelsee
- 1970: „Stele“ für den Physiker und Nobelpreisträger Ferdinand Braun, Fulda (Wettbewerb)[4]
- 1971: Brunnenanlage am Marktplatz, Offenbach
- 1985: Freiplastik aus sechs Lavabasaltsteinen im Oval am Bundesamt für Kartographie und Geodäsie, Frankfurt am Main